# 等頜灰盲條魚
等頜灰盲條魚（学名：Taenioides limicola）为鰕虎科鰻鰕虎魚屬下的一个种。